# La Apartada
La Apartada – miasto w Kolumbii, w departamencie Córdoba.